# Afronurus rubromaculatus
Afronurus rubromaculatus is een haft uit de familie Heptageniidae. De wetenschappelijke naam van de soort is voor het eerst geldig gepubliceerd in 1981 door You, Wu, Gui & Hsu.
De soort komt voor in het Palearctisch gebied.